# Pyramidamblys tangae
Pyramidamblys tangae är en stekelart som beskrevs av Heinrich 1967. Pyramidamblys tangae ingår i släktet Pyramidamblys och familjen brokparasitsteklar. Inga underarter finns listade i Catalogue of Life.